# 哭嫁
哭嫁是中國某些地區或民族的嫁娶傳統，例如汉、土家、藏、彝、壮、撒拉等民族。在出嫁之日，少女會在離開娘家時會唱哭嫁歌，如壮族哭嫁歌。哭嫁源於古時婦女婚姻之不自由，她們用哭嫁的歌聲，來控訴罪惡的婚姻制度。雖然現今婚姻自由了，在結婚時仍會有哭嫁，但这仅仅是一種儀式罷了。而這些哭嫁歌都是少女於出嫁前夕，在娘家向老婦學習的歌曲，內容主要是咒罵把她娶去的男家的人，因為傳統婦女命途多舛，出嫁可謂一生苦難之始，所以她們在離娘家時先要罵盡這一生的悲涼。不過這些歌謠大多是口耳相傳，很少以文字紀錄。
现今，在大中华地区，很多还原古代的婚礼表演节目，也有哭嫁这一环节。

## 明朝
香港歷史文化學者葉德平博士指：明朝文獻《廣東通志》記載，農村婦女會聚起來唱歌道別，以哭嫁歌訴說出嫁前的離愁別緒，特色是「詞不必雅，然情必極至」。哭嫁歌最重要唱得夠大聲、夠淒厲，以表達對父母兄長的不捨之情，不然女家會被取笑不懂教女，女兒不夠孝順。葉博士又指哭嫁歌是一種口傳文學，沒有文字記載，較容易失傳和出現多個版本。哭嫁歌通常由村內婦女長輩傳授少女，有些村落更會請先生（老師）來教，讓待嫁少女上俗稱「卜卜齋」的私塾學唱，不識字的農村婦女要學懂全套歌，委實不易。